# Francisco de Sandoval y Rojas, I duque de Lerma
Francisco Gómez de Sandoval-Rojas y Borja, más conocido como Francisco de Sandoval y Rojas (Tordesillas, 1553-Valladolid, 17 de mayo de 1625), fue el V marqués de Denia, Sumiller de Corps, Caballerizo mayor y valido de Felipe III (1598-1621), I duque de Lerma (1599), I conde de Ampudia (1602) y cardenal (1618).
Fue el hombre más poderoso del reinado de Felipe III. Se hizo inmensamente rico a costa de saber manejar la corrupción, el tráfico de influencias y la venta de cargos públicos. Para dejar constancia de su poder como mecenas de la Villa Ducal de Lerma en Burgos, empleó parte de su fortuna en engrandecerla y embellecerla contratando a los arquitectos más sobresalientes y utilizando los mejores materiales. La mayor parte de sus edificios fueron diseñados por su arquitecto de confianza, el carmelita descalzo fray Alberto de la Madre de Dios, a quien se deben la colegiata y los conventos de la Encarnación, San Blas, Santo Domingo y Santa Teresa, así como la finalización del palacio ducal, que había proyectado Francisco de Mora.
Por su cargo de ministro del rey se convirtió en el hombre más cercano y de mayor confianza del monarca, consiguiendo incluso que éste trasladase desde Madrid la Corte a Valladolid (1601). El duque efectuó una magistral operación inmobiliaria seis meses antes del traslado, comprando propiedades e invirtiendo en su propio beneficio, en lo que modernamente se conoce como especulación. Algunas de estas propiedades, como la llamada Huerta de la Ribera, se las vendió años después al rey, pocos meses antes del regreso de la corte a Madrid. Compró también un palacio a Francisco de los Cobos, edificio que vendió al año siguiente también al rey y que fue convertido en palacio real.
El regreso de la corte de Felipe III a Madrid en 1606 se hace también por la influencia y los consejos del duque de Lerma. Los historiadores piensan que este regreso estaba preparado de antemano y que el duque nunca tuvo la intención de abandonar por completo Madrid. Se sabe por los documentos que se conservan que ya en 1603 existen ciertas maniobras y acuerdos entre el alcalde de Madrid y el duque. La influencia de Lerma duró hasta su caída en desgracia en 1618, propiciada por su propio hijo Cristóbal, Duque de Uceda, tras lo que fue esencialmente sustituido en la corte por el Conde-Duque de Olivares.

## Biografía

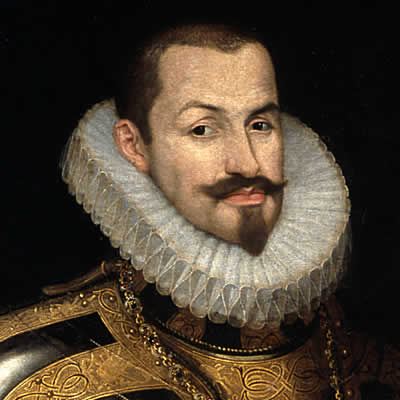
El duque de Lerma, por Juan Pantoja de la Cruz (hacia 1600)

Se cree que nació en 1552. Su abuelo materno era Francisco de Borja (San Francisco de Borja) y pertenecía a una familia con tradición en el cargo de Adelantado de Castilla desde 1412. Sus padres eran Francisco Gómez de Sandoval y Zúñiga, marqués de Denia, e Isabel de Borja y Castro, hija del santo jesuita Francisco de Borja (cuando aún era el IV Duque de Gandía). Su tío el arzobispo de Sevilla, Cristóbal de Rojas y Sandoval, lo educó en la corte madrileña de Felipe II y logró introducirlo en el puesto de menino del príncipe Carlos, hijo de Felipe II y de su primera mujer María Manuela de Portugal.
El futuro duque de Lerma nació y creció en Tordesillas. A la muerte de su padre, Francisco queda como jefe y responsable de su familia, con más deudas que rentas. Pero el ascenso en su carrera comienza muy pronto con un primer cargo de gentilhombre de cámara del rey. Más tarde, en 1592, pasa a ser gentilhombre de la casa del príncipe Felipe (futuro Felipe III), siendo en ese momento cuando comienza la gran amistad entre los dos personajes. Algunas personas de la corte del rey Felipe II supieron ver desde el principio la gran influencia que el futuro duque de Lerma tenía sobre el príncipe y recomendaron al rey que lo alejase por algún tiempo. Así fue cómo el rey le nombró en 1595 Virrey de Valencia, puesto que ocupó a lo largo de dos años. A su regreso a Madrid, el propio príncipe Felipe pidió su nombramiento para caballerizo mayor.
Mientras Felipe II vivió, los nobles tuvieron poca participación efectiva en el gobierno, con la excepción de unos pocos que fueron nombrados virreyes o comandaron ejércitos en el extranjero. Lerma pasó su tiempo como cortesano y se convirtió en el favorito del joven príncipe Felipe, heredero del trono español. El moribundo rey Felipe II previó que Lerma era uno de esos nobles que probablemente engañarían al nuevo soberano. Los temores del viejo rey estaban, según afirman algunos, plenamente justificados tras su muerte. Otros, sin embargo, afirman que Lerma era un favorito plenamente capaz, ya que dirigió a Castilla y los dominios de los Habsburgo hacia un camino de paz más modesto y económicamente viable que Felipe II y Olivares durante el reinado de Felipe IV, ambas figuras que han recibido un reconocimiento mucho más positivo por parte de los historiadores. 
Según Fray Juan Fernández de Medrano en 1601, Lerma era visto como «un líder natural y divinamente designado, excepcionalmente capaz de mantener la unidad y la armonía dentro del estado».
Cuando el príncipe Felipe subió al trono como Felipe III, quiso tener como amigo consejero y hombre de toda su confianza a Francisco de Sandoval, quien a partir de entonces fue el verdadero «rey» de España. Se rodeó de un equipo de gente de su confianza y distribuyó los puestos más importantes de la corte entre miembros de su familia y amigos. Uno de estos personajes fue Rodrigo Calderón de Aranda, de quien se decía que era «el valido del valido». En 1599, Felipe III le otorga el título de duque de Lerma y entra así en la categoría de grande de España. Su hermana, Catalina de Zúñiga (1555-1628), fue casada con el VI conde de Lemos.

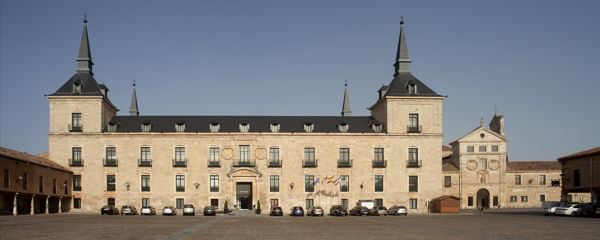
Palacio ducal en Lerma.

En 1601 se traslada la corte a la ciudad de Valladolid; será un breve periodo hasta 1606, en que de nuevo regresa a Madrid. Este traslado se debe al duque de Lerma que así se lo aconsejó al rey. Los historiadores creen que fueron dos los motivos que impulsaron al duque para conseguir este traslado: el primero, alejar al rey de la influencia de su tía la emperatriz María de Austria (recluida en el convento de las Descalzas Reales de Madrid), que no veía con buenos ojos la labor de don Francisco; y el segundo motivo, los importantes beneficios financieros que suponían para él este cambio.
El poder del duque de Lerma fue inmenso: llegó a manejar el sello real como Sumiller de Corps, consiguió controlar el reino y tomar él solo todas las decisiones políticas entre 1599 y 1618. Los incidentes más importantes de su mandato se produjeron en 1609 con la firma de la tregua con los Países Bajos y la expulsión de los moriscos. En 1613 tuvo además lugar el Motín de Arganda, una rebelión antiseñorial en la villa de Arganda del Rey motivada por la pérdida del privilegio de ser villa de realengo para pasar a la jurisdicción del duque de Lerma. Otras crisis se dieron en un ámbito menos político y social: la muerte de su mujer en 1603, la caída y juicio de Pedro Franqueza y Lorenzo Ramírez de Prado en 1607, las críticas y persecución contra Rodrigo Calderón a partir de 1608, la creciente división entre sus familiares y hechuras especialmente a partir de 1613...
La reina Margarita, esposa de Felipe III, no era partidaria de los abusos e influencia del duque de Lerma, y a su alrededor tenía muchos consejeros descontentos también. Hubo una investigación de las finanzas (proceso de vista) que fue descubriendo el entramado de corrupción e irregularidades. Empezaron a caer culpables e implicados, entre otros el valido del duque, Rodrigo Calderón de Aranda, que fue ejecutado en la plaza Mayor de Madrid en 1621. Se desencadena una presión en contra del régimen, y ante los acontecimientos, el duque aplica una estratagema que salvará su vida: solicita de Roma el capelo cardenalicio que se le concede en 1618 como cardenal presbítero de San Sixto, al mismo tiempo que el rey le da permiso para retirarse a sus propiedades de la ciudad de Lerma. Cuando Felipe III estaba a punto de fallecer, perdonó a muchos reos que fueron a visitarlo, y con ese objetivo el Duque intentó acercarse, lo que no logró porque el conde de Olivares, futuro valido del hijo Felipe IV, mandó retenerlo en el camino. Falleció Felipe III y el conde de Olivares ordenó que residiese en Tordesillas, pero no obedeció y apeló al papa. Gregorio XV y el sacro colegio cardenalicio lo defendieron, considerando su destierro un atentado contra la libertad eclesiástica y el prestigio del cardenalato. Bajo el reinado de Felipe IV, iniciado en 1621, se despojó al duque de Lerma de parte de sus riquezas. El cardenal fue condenado el 3 de agosto de 1624 a devolver al reino más de un millón de ducados. El duque de Lerma falleció en 1625 en Valladolid, retirado de la vida pública.
Cuando le fue concedido el cardenalato corrió por Madrid una coplilla que decía: «Para no morir ahorcado, / el mayor ladrón de España / se vistió de colorado».
Sin embargo, esta versión que cobró arraigo popular en la época, y que situaría al duque de Lerma como corrupto, está completamente discutida por historiadores como Hermida Balado, Germán Vázquez o Mónica Martínez García, que sitúan al duque como víctima de una conspiración, orquestada por Gaspar de Guzmán y Pimentel, conde-duque de Olivares, por Luis de Aliaga, un dominico aragonés nombrado confesor del rey por influencia del de Lerma, y por su propio hijo, el duque de Uceda, deseoso de sustituir a su padre en la privanza y, al mismo tiempo, de impedir que Galicia consiguiera el voto en Cortes, lucha encabezada por Pedro Fernández de Castro y Andrade, presidente del Consejo de Italia al momento de la caída del de Lerma y principal protegido de este; el Castro presentó su renuncia a la caída del de Lerma, en la creencia de estar bajo una conspiración cortesana.

## Matrimonio y descendencia

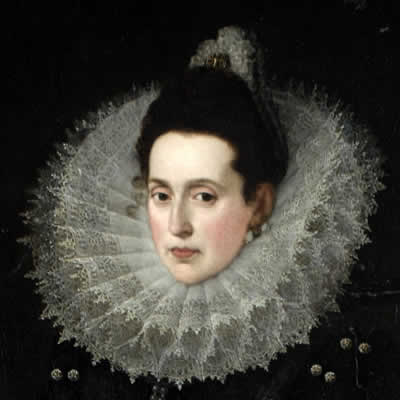
Catalina de la Cerda, esposa del duque de Lerma.

Casó con Catalina de la Cerda (1551-2 de julio de 1603), hija del IV duque de Medinaceli. De esta unión nacieron cinco hijos:
- Cristóbal Gómez de Sandoval y de la Cerda (1577-1624), I duque de Uceda, que sucedió a su padre como valido del rey Felipe III.
- Juana de Sandoval, casada con Manuel Alonso Pérez de Guzmán el Bueno, VIII duque de Medina Sidonia; de esta unión nació Luisa de Guzmán, que se convirtió en reina de Portugal por su matrimonio con el rebelde VIII duque de Braganza, lo que hace de ella y de su padre los ancestros de la dinastía portuguesa de Braganza y de varias otras casas reales europeas.[8][9]
- Diego Gómez de Sandoval y de la Cerda, casado con Luisa de Mendoza, hija de Ana de Mendoza de la Vega y Luna, y en segundas nupcias con Mariana Fernández de Córdoba y Castilla, de esta unión nació el V duque de Lerma.
- Catalina de la Cerda y Sandoval, casada con Pedro Fernández de Castro y Andrade VII conde de Lemos, sin descendencia.
- Francisca de Sandoval y Rojas, casada en primeras nupcias con Diego López de Zúñiga Avellaneda y en segundas con Lope de Avellaneda.

## Títulos y órdenes

### Títulos[10]
- V marqués de Denia.
- IV conde, y después I duque de Lerma (1599).
- I conde de Ampudia (1602).

### Órdenes[10]

#### Orden de Santiago
- Caballero.
- Comendador de Mérida y Hornachos.
- Trece.
- Comendador Mayor de Castilla.

### Empleos[10]
- Gentilhombre de Cámara de Felipe II[11]
- Virrey y capitán general del Reino y Costas de Valencia.
- Sumiller de Corps de Felipe III.
- Caballerizo Mayor de Felipe III. (Y anteriormente también siendo este príncipe de Asturias)
- Consejero de Estado.
- Consejero de Guerra.
- Alcaide del Castillo de Burgos, de la Casa real y bosque del Abrojo, de la casa real y bosque de la Quemada y de la Huerta del Rey.[11]

## En la literatura y las artes
Resulta curioso que el duque de Lerma haya tenido una repercusión como personaje literario igual o incluso menor que su propio secretario, Rodrigo Calderón, a quien Quevedo, Góngora, Villamediana y no pocos poetas anónimos más dedicaron sonetos y romances por haber afrontado con grandeza y gallardía su propia ejecución, algo que habían evitado como pudieron el duque y la mayoría de sus socios.
Por el contrario, los poetas áulicos dedicaron composiciones más cultas y de gran empeño al gran favorito, loando sobre todo el pacifismo, la pax hispanica de su política exterior. El poeta conceptista español Francisco de Quevedo le compuso una oda o canción pindárica, el “Elogio al duque de Lerma, don Francisco” (1607-1609),núm. 237 de la edición de Blecua, un atrevido intento de traspasar el género griego a la literatura española, cuando se hallaba al borde de sus treinta años, comparándolo al héroe romano Marco Curcio. Quevedo apoyaba al personaje hasta que se desilusionó en 1615, y entonces empezó a denigrarlo. Por otra parte, incluso su enemigo, el culterano poeta cordobés Luis de Góngora (1561-1627) medró bajo el poder del favorito, en cuya corte presentó con éxito sus Soledades (1613). Además correspondió a su protector y mecenas componiendo las octavas reales del Panegírico al duque de Lerma en 1617, por más que el poema quedara inacabado; en ese mismo año obtuvo el anhelado puesto de capellán real.
El noble, pintor y escritor ruso del Romanticismo Mijaíl Lérmontov desarrolló cuando era adolescente la teoría de que su apellido provenía del duque de Lerma. Estas fantasías quedaron reflejadas en su retrato imaginario del favorito, así como en su drama Испанцы / Los españoles (1830), que compuso con solo dieciséis años. Por otra parte, The Great Favourite, or the Duke of Lerma / El gran favorito, o El duque de Lerma es una tragedia escrita por Sir Robert Howard (1626-1698) que se funda en la vida de don Francisco se considera la obra maestra del dramaturgo, además de un paso adelante en el desarrollo del drama heroico de la era de la Restauración. Pinta al personaje principal como un valido amoral y maquiavélico, dispuesto a todo por ambición. La pieza se estrenó el 20 de febrero de 1668. Teo Palacios escribió sobre el personaje la novela histórica El trono de barro: Jaque al duque de Lerma (2019).

## Ancestros
| \| \| \| \| \| \| \| \| \| \| \| \| \| \| \| \| \| \| \| \| 16. Diego de Sandoval y Rojas y Manrique de Lara \| \| \| \| \| \| \| \| \| \| \| \| \| \| \| \| \| \| \| \| \| \| \| \| \| \| \| \| \| \| \| \| \| \| \| \| \| \| \| \| \| \| \| \| \| \| \| \| \| \| \| \| \| \| 8. Bernardo de Sandoval y Rojas y Hurtado de Mendoza \| \| \| \| \| \| \| \| \| \| \| \| \| \| \| \| \| \| \| \| \| \| \| \| \| \| \| \| \| \| \| \| \| \| \| \| \| \| \| \| \| \| \| \| \| \| \| \| \| \| \| \| \| \| 17. Catalina Hurtado de Mendoza y Quiñones \| \| \| \| \| \| \| \| \| \| \| \| \| \| \| \| \| \| \| \| \| \| \| \| \| \| \| \| \| \| \| \| \| \| \| \| \| \| \| \| \| \| \| \| \| \| \| \| \| \| \| \| \| \| 4. Luis de Sandoval y Rojas y Enríquez \| \| \| \| \| \| \| \| \| \| \| \| \| \| \| \| \| \| \| \| \| \| \| \| \| \| \| \| \| \| \| \| \| \| \| \| \| \| \| \| \| \| \| \| \| \| \| \| \| \| \| \| \| \| 18. Enrique Enríquez de Quiñones \| \| \| \| \| \| \| \| \| \| \| \| \| \| \| \| \| \| \| \| \| \| \| \| \| \| \| \| \| \| \| \| \| \| \| \| \| \| \| \| \| \| \| \| \| \| \| \| \| \| \| \| \| \| 9. Francisca Enríquez de Luna \| \| \| \| \| \| \| \| \| \| \| \| \| \| \| \| \| \| \| \| \| \| \| \| \| \| \| \| \| \| \| \| \| \| \| \| \| \| \| \| \| \| \| \| \| \| \| \| \| \| \| \| \| \| 19. María de Luna y Ayala \| \| \| \| \| \| \| \| \| \| \| \| \| \| \| \| \| \| \| \| \| \| \| \| \| \| \| \| \| \| \| \| \| \| \| \| \| \| \| \| \| \| \| \| \| \| \| \| \| \| \| \| \| \| 2. Francisco Gómez de Sandoval y Zúñiga \| \| \| \| \| \| \| \| \| \| \| \| \| \| \| \| \| \| \| \| \| \| \| \| \| \| \| \| \| \| \| \| \| \| \| \| \| \| \| \| \| \| \| \| \| \| \| \| \| \| \| \| \| \| 20. Pedro de Zúñiga y Avellaneda \| \| \| \| \| \| \| \| \| \| \| \| \| \| \| \| \| \| \| \| \| \| \| \| \| \| \| \| \| \| \| \| \| \| \| \| \| \| \| \| \| \| \| \| \| \| \| \| \| \| \| \| \| \| 10. Francisco de Zúñiga y Velasco \| \| \| \| \| \| \| \| \| \| \| \| \| \| \| \| \| \| \| \| \| \| \| \| \| \| \| \| \| \| \| \| \| \| \| \| \| \| \| \| \| \| \| \| \| \| \| \| \| \| \| \| \| \| 21. Catalina de Velasco y Hurtado de Mendoza \| \| \| \| \| \| \| \| \| \| \| \| \| \| \| \| \| \| \| \| \| \| \| \| \| \| \| \| \| \| \| \| \| \| \| \| \| \| \| \| \| \| \| \| \| \| \| \| \| \| \| \| \| \| 5. Catalina de Zúñiga y Enríquez \| \| \| \| \| \| \| \| \| \| \| \| \| \| \| \| \| \| \| \| \| \| \| \| \| \| \| \| \| \| \| \| \| \| \| \| \| \| \| \| \| \| \| \| \| \| \| \| \| \| \| \| \| \| 22. Gutiérre de Cárdenas y Chacón \| \| \| \| \| \| \| \| \| \| \| \| \| \| \| \| \| \| \| \| \| \| \| \| \| \| \| \| \| \| \| \| \| \| \| \| \| \| \| \| \| \| \| \| \| \| \| \| \| \| \| \| \| \| 11. María de Cárdenas y Enríquez \| \| \| \| \| \| \| \| \| \| \| \| \| \| \| \| \| \| \| \| \| \| \| \| \| \| \| \| \| \| \| \| \| \| \| \| \| \| \| \| \| \| \| \| \| \| \| \| \| \| \| \| \| \| 23. Teresa Enríquez y Alvarado \| \| \| \| \| \| \| \| \| \| \| \| \| \| \| \| \| \| \| \| \| \| \| \| \| \| \| \| \| \| \| \| \| \| \| \| \| \| \| \| \| \| \| \| \| \| \| \| \| \| \| \| \| \| 1. Francisco de Sandoval y Rojas y Borja \| \| \| \| \| \| \| \| \| \| \| \| \| \| \| \| \| \| \| \| \| \| \| \| \| \| \| \| \| \| \| \| \| \| \| \| \| \| \| \| \| \| \| \| \| \| \| \| \| \| \| \| \| \| 24. Juan de Borja y Cattanei \| \| \| \| \| \| \| \| \| \| \| \| \| \| \| \| \| \| \| \| \| \| \| \| \| \| \| \| \| \| \| \| \| \| \| \| \| \| \| \| \| \| \| \| \| \| \| \| \| \| \| \| \| \| 12. Juan de Borja y Enríquez de Luna \| \| \| \| \| \| \| \| \| \| \| \| \| \| \| \| \| \| \| \| \| \| \| \| \| \| \| \| \| \| \| \| \| \| \| \| \| \| \| \| \| \| \| \| \| \| \| \| \| \| \| \| \| \| 25. María Enríquez de Luna \| \| \| \| \| \| \| \| \| \| \| \| \| \| \| \| \| \| \| \| \| \| \| \| \| \| \| \| \| \| \| \| \| \| \| \| \| \| \| \| \| \| \| \| \| \| \| \| \| \| \| \| \| \| 6. San Francisco de Borja y Aragón \| \| \| \| \| \| \| \| \| \| \| \| \| \| \| \| \| \| \| \| \| \| \| \| \| \| \| \| \| \| \| \| \| \| \| \| \| \| \| \| \| \| \| \| \| \| \| \| \| \| \| \| \| \| 26. Alonso de Aragón y Roig de Ivorra \| \| \| \| \| \| \| \| \| \| \| \| \| \| \| \| \| \| \| \| \| \| \| \| \| \| \| \| \| \| \| \| \| \| \| \| \| \| \| \| \| \| \| \| \| \| \| \| \| \| \| \| \| \| 13. Juana de Aragón y Gurrea \| \| \| \| \| \| \| \| \| \| \| \| \| \| \| \| \| \| \| \| \| \| \| \| \| \| \| \| \| \| \| \| \| \| \| \| \| \| \| \| \| \| \| \| \| \| \| \| \| \| \| \| \| \| 27. Ana de Gurrea y Gurrea \| \| \| \| \| \| \| \| \| \| \| \| \| \| \| \| \| \| \| \| \| \| \| \| \| \| \| \| \| \| \| \| \| \| \| \| \| \| \| \| \| \| \| \| \| \| \| \| \| \| \| \| \| \| 3. Isabel de Borja y Castro \| \| \| \| \| \| \| \| \| \| \| \| \| \| \| \| \| \| \| \| \| \| \| \| \| \| \| \| \| \| \| \| \| \| \| \| \| \| \| \| \| \| \| \| \| \| \| \| \| \| \| \| \| \| 28. Rodrigo de Castro y Aragón \| \| \| \| \| \| \| \| \| \| \| \| \| \| \| \| \| \| \| \| \| \| \| \| \| \| \| \| \| \| \| \| \| \| \| \| \| \| \| \| \| \| \| \| \| \| \| \| \| \| \| \| \| \| 14. Álvaro de Castro y Azevedo \| \| \| \| \| \| \| \| \| \| \| \| \| \| \| \| \| \| \| \| \| \| \| \| \| \| \| \| \| \| \| \| \| \| \| \| \| \| \| \| \| \| \| \| \| \| \| \| \| \| \| \| \| \| 29. Leonor de Azevedo y Coutinho \| \| \| \| \| \| \| \| \| \| \| \| \| \| \| \| \| \| \| \| \| \| \| \| \| \| \| \| \| \| \| \| \| \| \| \| \| \| \| \| \| \| \| \| \| \| \| \| \| \| \| \| \| \| 7. Leonor de Castro Mello y Meneses \| \| \| \| \| \| \| \| \| \| \| \| \| \| \| \| \| \| \| \| \| \| \| \| \| \| \| \| \| \| \| \| \| \| \| \| \| \| \| \| \| \| \| \| \| \| \| \| \| \| \| \| \| \| 30. Nuño Rodríguez Barreto y Pereira \| \| \| \| \| \| \| \| \| \| \| \| \| \| \| \| \| \| \| \| \| \| \| \| \| \| \| \| \| \| \| \| \| \| \| \| \| \| \| \| \| \| \| \| \| \| \| \| \| \| \| \| \| \| 15. Isabel de Mello Barreto y Meneses \| \| \| \| \| \| \| \| \| \| \| \| \| \| \| \| \| \| \| \| \| \| \| \| \| \| \| \| \| \| \| \| \| \| \| \| \| \| \| \| \| \| \| \| \| \| \| \| \| \| \| \| \| \| 31. Leonor de Melo y Villena \| \| \| \| \| \| \| \| \| \| \| \| \| \| \| \| \| \| \| \| \| \| \| \| \| \| \| \| \| \| \| \| \| \| \| \| \| \| \| \| \| \| \| \| \| \| \| \| \| \| \| \| |                                                      |  |  |  |  |  |  |  |  |  |  |  |  |  |  |  |
| |                                                      |  |  |  |  |  |  |  |  |  |  |  |  |  |  |  |
| | 16. Diego de Sandoval y Rojas y Manrique de Lara     |  |  |  |  |  |  |  |  |  |  |  |  |  |  |  |
| |                                                      |  |  |  |  |  |  |  |  |  |  |  |  |  |  |  |
| |                                                      |  |  |  |  |  |  |  |  |  |  |  |  |  |  |  |
| | 8. Bernardo de Sandoval y Rojas y Hurtado de Mendoza |  |  |  |  |  |  |  |  |  |  |  |  |  |  |  |
| |                                                      |  |  |  |  |  |  |  |  |  |  |  |  |  |  |  |
| |                                                      |  |  |  |  |  |  |  |  |  |  |  |  |  |  |  |
| | 17. Catalina Hurtado de Mendoza y Quiñones           |  |  |  |  |  |  |  |  |  |  |  |  |  |  |  |
| |                                                      |  |  |  |  |  |  |  |  |  |  |  |  |  |  |  |
| |                                                      |  |  |  |  |  |  |  |  |  |  |  |  |  |  |  |
| | 4. Luis de Sandoval y Rojas y Enríquez               |  |  |  |  |  |  |  |  |  |  |  |  |  |  |  |
| |                                                      |  |  |  |  |  |  |  |  |  |  |  |  |  |  |  |
| |                                                      |  |  |  |  |  |  |  |  |  |  |  |  |  |  |  |
| | 18. Enrique Enríquez de Quiñones                     |  |  |  |  |  |  |  |  |  |  |  |  |  |  |  |
| |                                                      |  |  |  |  |  |  |  |  |  |  |  |  |  |  |  |
| |                                                      |  |  |  |  |  |  |  |  |  |  |  |  |  |  |  |
| | 9. Francisca Enríquez de Luna                        |  |  |  |  |  |  |  |  |  |  |  |  |  |  |  |
| |                                                      |  |  |  |  |  |  |  |  |  |  |  |  |  |  |  |
| |                                                      |  |  |  |  |  |  |  |  |  |  |  |  |  |  |  |
| | 19. María de Luna y Ayala                            |  |  |  |  |  |  |  |  |  |  |  |  |  |  |  |
| |                                                      |  |  |  |  |  |  |  |  |  |  |  |  |  |  |  |
| |                                                      |  |  |  |  |  |  |  |  |  |  |  |  |  |  |  |
| | 2. Francisco Gómez de Sandoval y Zúñiga              |  |  |  |  |  |  |  |  |  |  |  |  |  |  |  |
| |                                                      |  |  |  |  |  |  |  |  |  |  |  |  |  |  |  |
| |                                                      |  |  |  |  |  |  |  |  |  |  |  |  |  |  |  |
| | 20. Pedro de Zúñiga y Avellaneda                     |  |  |  |  |  |  |  |  |  |  |  |  |  |  |  |
| |                                                      |  |  |  |  |  |  |  |  |  |  |  |  |  |  |  |
| |                                                      |  |  |  |  |  |  |  |  |  |  |  |  |  |  |  |
| | 10. Francisco de Zúñiga y Velasco                    |  |  |  |  |  |  |  |  |  |  |  |  |  |  |  |
| |                                                      |  |  |  |  |  |  |  |  |  |  |  |  |  |  |  |
| |                                                      |  |  |  |  |  |  |  |  |  |  |  |  |  |  |  |
| | 21. Catalina de Velasco y Hurtado de Mendoza         |  |  |  |  |  |  |  |  |  |  |  |  |  |  |  |
| |                                                      |  |  |  |  |  |  |  |  |  |  |  |  |  |  |  |
| |                                                      |  |  |  |  |  |  |  |  |  |  |  |  |  |  |  |
| | 5. Catalina de Zúñiga y Enríquez                     |  |  |  |  |  |  |  |  |  |  |  |  |  |  |  |
| |                                                      |  |  |  |  |  |  |  |  |  |  |  |  |  |  |  |
| |                                                      |  |  |  |  |  |  |  |  |  |  |  |  |  |  |  |
| | 22. Gutiérre de Cárdenas y Chacón                    |  |  |  |  |  |  |  |  |  |  |  |  |  |  |  |
| |                                                      |  |  |  |  |  |  |  |  |  |  |  |  |  |  |  |
| |                                                      |  |  |  |  |  |  |  |  |  |  |  |  |  |  |  |
| | 11. María de Cárdenas y Enríquez                     |  |  |  |  |  |  |  |  |  |  |  |  |  |  |  |
| |                                                      |  |  |  |  |  |  |  |  |  |  |  |  |  |  |  |
| |                                                      |  |  |  |  |  |  |  |  |  |  |  |  |  |  |  |
| | 23. Teresa Enríquez y Alvarado                       |  |  |  |  |  |  |  |  |  |  |  |  |  |  |  |
| |                                                      |  |  |  |  |  |  |  |  |  |  |  |  |  |  |  |
| |                                                      |  |  |  |  |  |  |  |  |  |  |  |  |  |  |  |
| | 1. Francisco de Sandoval y Rojas y Borja             |  |  |  |  |  |  |  |  |  |  |  |  |  |  |  |
| |                                                      |  |  |  |  |  |  |  |  |  |  |  |  |  |  |  |
| |                                                      |  |  |  |  |  |  |  |  |  |  |  |  |  |  |  |
| | 24. Juan de Borja y Cattanei                         |  |  |  |  |  |  |  |  |  |  |  |  |  |  |  |
| |                                                      |  |  |  |  |  |  |  |  |  |  |  |  |  |  |  |
| |                                                      |  |  |  |  |  |  |  |  |  |  |  |  |  |  |  |
| | 12. Juan de Borja y Enríquez de Luna                 |  |  |  |  |  |  |  |  |  |  |  |  |  |  |  |
| |                                                      |  |  |  |  |  |  |  |  |  |  |  |  |  |  |  |
| |                                                      |  |  |  |  |  |  |  |  |  |  |  |  |  |  |  |
| | 25. María Enríquez de Luna                           |  |  |  |  |  |  |  |  |  |  |  |  |  |  |  |
| |                                                      |  |  |  |  |  |  |  |  |  |  |  |  |  |  |  |
| |                                                      |  |  |  |  |  |  |  |  |  |  |  |  |  |  |  |
| | 6. San Francisco de Borja y Aragón                   |  |  |  |  |  |  |  |  |  |  |  |  |  |  |  |
| |                                                      |  |  |  |  |  |  |  |  |  |  |  |  |  |  |  |
| |                                                      |  |  |  |  |  |  |  |  |  |  |  |  |  |  |  |
| | 26. Alonso de Aragón y Roig de Ivorra                |  |  |  |  |  |  |  |  |  |  |  |  |  |  |  |
| |                                                      |  |  |  |  |  |  |  |  |  |  |  |  |  |  |  |
| |                                                      |  |  |  |  |  |  |  |  |  |  |  |  |  |  |  |
| | 13. Juana de Aragón y Gurrea                         |  |  |  |  |  |  |  |  |  |  |  |  |  |  |  |
| |                                                      |  |  |  |  |  |  |  |  |  |  |  |  |  |  |  |
| |                                                      |  |  |  |  |  |  |  |  |  |  |  |  |  |  |  |
| | 27. Ana de Gurrea y Gurrea                           |  |  |  |  |  |  |  |  |  |  |  |  |  |  |  |
| |                                                      |  |  |  |  |  |  |  |  |  |  |  |  |  |  |  |
| |                                                      |  |  |  |  |  |  |  |  |  |  |  |  |  |  |  |
| | 3. Isabel de Borja y Castro                          |  |  |  |  |  |  |  |  |  |  |  |  |  |  |  |
| |                                                      |  |  |  |  |  |  |  |  |  |  |  |  |  |  |  |
| |                                                      |  |  |  |  |  |  |  |  |  |  |  |  |  |  |  |
| | 28. Rodrigo de Castro y Aragón                       |  |  |  |  |  |  |  |  |  |  |  |  |  |  |  |
| |                                                      |  |  |  |  |  |  |  |  |  |  |  |  |  |  |  |
| |                                                      |  |  |  |  |  |  |  |  |  |  |  |  |  |  |  |
| | 14. Álvaro de Castro y Azevedo                       |  |  |  |  |  |  |  |  |  |  |  |  |  |  |  |
| |                                                      |  |  |  |  |  |  |  |  |  |  |  |  |  |  |  |
| |                                                      |  |  |  |  |  |  |  |  |  |  |  |  |  |  |  |
| | 29. Leonor de Azevedo y Coutinho                     |  |  |  |  |  |  |  |  |  |  |  |  |  |  |  |
| |                                                      |  |  |  |  |  |  |  |  |  |  |  |  |  |  |  |
| |                                                      |  |  |  |  |  |  |  |  |  |  |  |  |  |  |  |
| | 7. Leonor de Castro Mello y Meneses                  |  |  |  |  |  |  |  |  |  |  |  |  |  |  |  |
| |                                                      |  |  |  |  |  |  |  |  |  |  |  |  |  |  |  |
| |                                                      |  |  |  |  |  |  |  |  |  |  |  |  |  |  |  |
| | 30. Nuño Rodríguez Barreto y Pereira                 |  |  |  |  |  |  |  |  |  |  |  |  |  |  |  |
| |                                                      |  |  |  |  |  |  |  |  |  |  |  |  |  |  |  |
| |                                                      |  |  |  |  |  |  |  |  |  |  |  |  |  |  |  |
| | 15. Isabel de Mello Barreto y Meneses                |  |  |  |  |  |  |  |  |  |  |  |  |  |  |  |
| |                                                      |  |  |  |  |  |  |  |  |  |  |  |  |  |  |  |
| |                                                      |  |  |  |  |  |  |  |  |  |  |  |  |  |  |  |
| | 31. Leonor de Melo y Villena                         |  |  |  |  |  |  |  |  |  |  |  |  |  |  |  |
| |                                                      |  |  |  |  |  |  |  |  |  |  |  |  |  |  |  |
| |                                                      |  |  |  |  |  |  |  |  |  |  |  |  |  |  |  |